# オーガスタス・ケンダーディン
オーガスタス・フレデリック・ラフォッセ(ガス)・ケンダーディン（Augustus Frederick Lafosse (Gus) Kenderdine、1870年3月31日 -  1947年8月3日）は、イギリス生まれの画家である。1908年にカナダ西部、サスカチュワン州に移住し農場を開いた。 サスカチュワン大学などで美術を教えた。

## 略歴
ランカシャーのチョールトン・アポン・メドロック（Chorlton-upon-Medlock）で生まれた。後にマンチェスター・メトロポリタン大学の一部になるマンチェスターの美術学校（Manchester School of Art）でシュヴァリエ・ド・ラ・フォス（Chevalier de la Fosse）というベルギー生まれの画家、写真家に学んだ。いろいろな美術家の弟子をした後、写真店、画廊「Gus Kenderdine: Photographer and Art Dealer」を1890年に開いた。
1890年から1891年の間は、パリの美術学校アカデミー・ジュリアンでジュール・ジョゼフ・ルフェーブルに学び、パリのサロンにも作品を出展した。イギリスに戻ると、1891年にブラックプールのスケッチ・クラブ(Blackpool Sketching Club)の会員になり、クラブの定例の展覧会に多くの作品を出展者し、役員も務めた。地元の風景や、人物画を描いた。1901年と1902年にはロイヤル・アカデミー・オブ・アーツの展覧会にも出展した。
1894年に、ガースタング(Garstang)で結婚し、その後4人の子供をもうけた。
1908年に、禁酒主義の理想主義的な理念を持つ入植者の話に共鳴し、カナダのロイドミンスター近くのLashburnに家族と移住し、その後の10年間は農場や牧場の経営に専念し、息子に農場の経営を引き継いだ後、画家の仕事に戻った。
肖像画家として収入を得るようになり、その後の数年間でカナダ全土で展示会を開くようになり、サスカチュワン州で画家として知られるようになった。イギリスとフランスで学んだスタイルでサスカチュワン州の風景、特にエマ湖（Emma Lake）周辺の風景を描いた。
ワイノナ・マルカスター（Wynona Mulcaster: 1915-2016）やレタ・カウリー（Reta Cowley: 1910-2004) 、ドロシー・ノウルズ（Dorothy  Knowles: 1927-2023）といった画家も指導した。
1920年に、サスカチュワン大学の初代学長のウォルター・チャールズ・マレーに会い、大学で美術の講座を開くように依頼された。サスカトゥーンのキャンパスの物理学棟にスタジオが作られ、そこで働き、教えることになった。1926年から1927年の学期は単位取得なしのクラスを教え、1933年までには単位取得クラスとなった。1936年にエマ湖畔のマレーポイントに教室を作り、夏のアート・キャンプなども開いた。1936年にはレジャイナ大学（Regina College）の美術学校の初代校長兼美術館の学芸員に任じられ、1947年にレジャイナで亡くなるまでその仕事を続けた。

## 作品

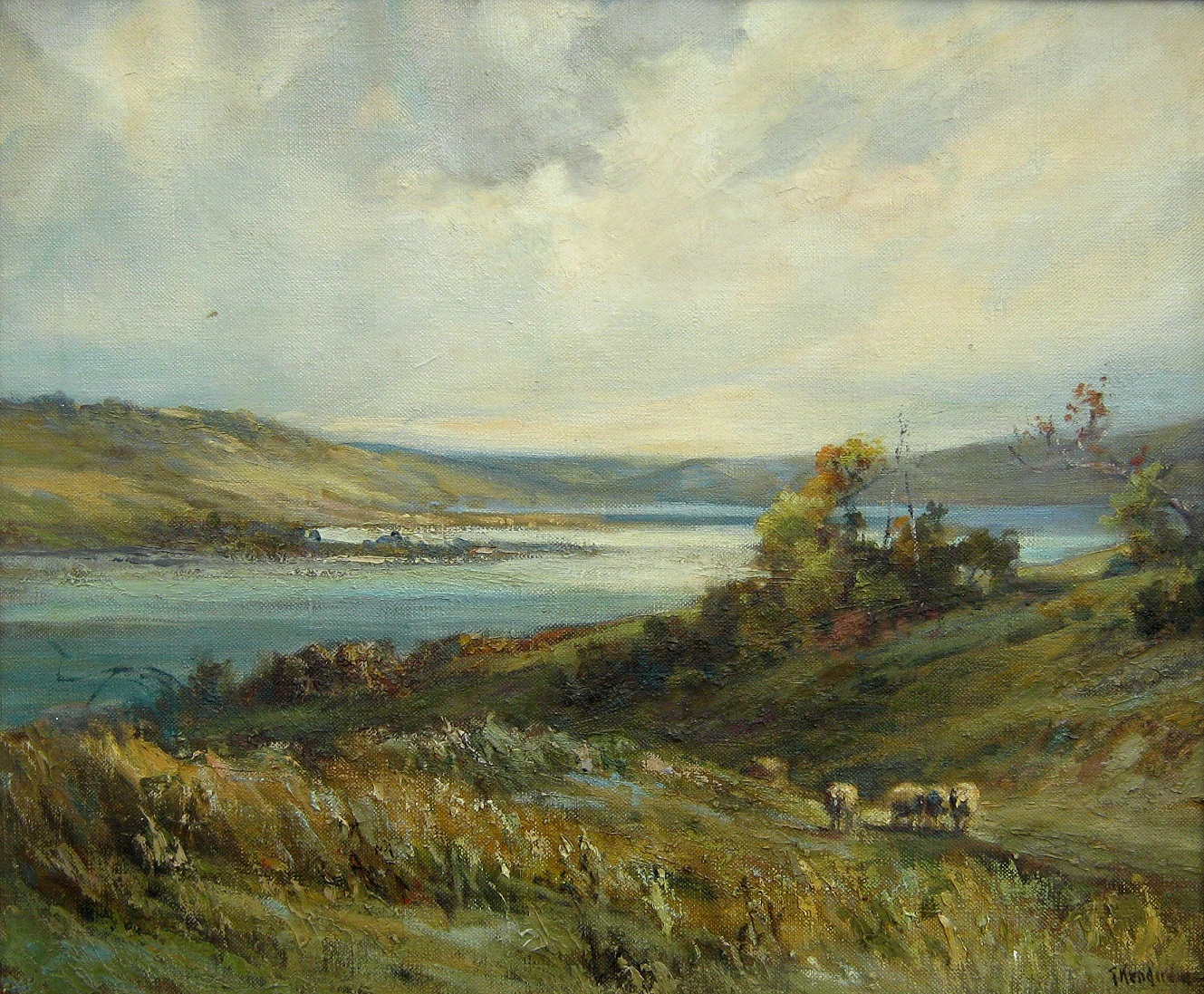
カペル川の谷の雨あがり
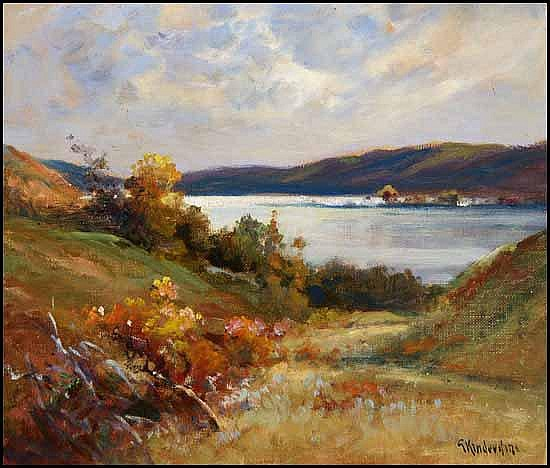
フレデリック湖
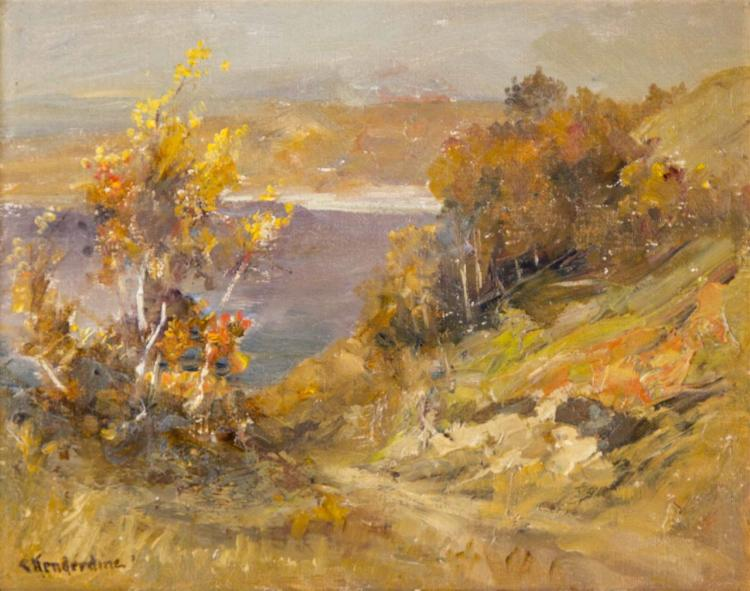
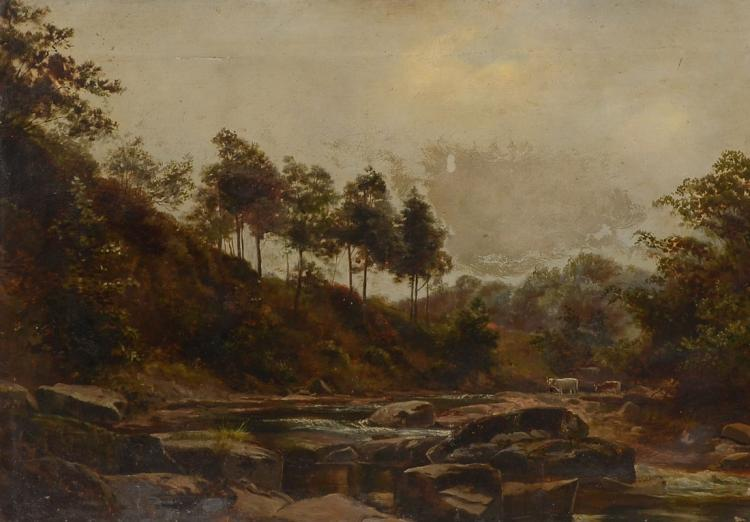
朝の光